# Peperomia granulata
Peperomia granulata är en pepparväxtart som beskrevs av Trel. & Yunck.. Peperomia granulata ingår i släktet peperomior, och familjen pepparväxter. Inga underarter finns listade i Catalogue of Life.